# 1. padalska armada (Wehrmacht)
Za druge 1. armade glejte 1. armada.
1. padalska armada (izvirno nemško 1. Fallschirm-Armee; kratica 1.Fs.A.) je bila edina padalska armada v sestavi Luftwaffe in celotnega Wehrmachta med drugo svetovno vojno.

## Vojna služba
| Datum                    | Nadrejeno poveljstvo       | Področje (vir) |
| april–junij 1944         | Armadna skupina D          | Zahodna fronta |
| junij–september 1944     | Oberkommando der Wehrmacht | Zahodna fronta |
| september–december 1944  | Armadna skupina B          | Zahodna fronta |
| december 1944–april 1945 | Armadna skupina H          | Zahodna fronta |
| april–maj 1945           | Oberkommando Nordwest      | Zahodna fronta |

## Organizacija

### Organske enote[4]
- 1. Fallschirm-Armee-Oberkommando
- Höherer Artilleriekommandeur der Fallschirm-Armee 1
- Fallschirm-Jäger-Lehr-Regiment 21
- Fallschirm-Panzer-Regiment 1
- Fallschirm-Radfahrer-Bataillon 1
- Fallschirm-Sturmgeschütz-Brigade 21
- schwere Werfer-Abteilung der Fallschirm-Armee 1
- Fallschirm-Pioneer-Regiment 1
- Fallschirms-Armee-Nachrichten-Regiment 1
- Fallschirm-Nachschub-Abteilung 21
- Transport-Abteilung der Fallschirm-Armee 1
- Kranken-Transport-Abteilung der Fallschirm-Armee 1
- Fallschirm-Armee-Waffenschule 21
- Sturm-Bataillon der Fallschirm-Armee
- Feldersatz-Regiment der Fallschirm-Armee
- Genesenden-Bataillon der Fallschirm-Armee 1

### Dodeljene enote[5]
16. september 1944
- 88. korpus

28. september 1944
- 86. korpus
- 2. padalski korpus
- 2. SS-tankovski korpus
- 12. SS-korpus

13. oktober 1944
- 86. korpus
- 2. padalski korpus
- 2. SS-tankovski korpus
- 12. SS-korpus
- 526. pehotna divizija

5. november 1944
- 2. padalski korpus
- 2. SS-tankovski korpus

26. november 1944
- 86. korpus
- 67. korpus
- 2. padalski korpus
- 85. pehotna divizija
- 363. ljudsko-grenadirska divizija

31. december 1944
- 86. korpus
- 2. padalski korpus
- 7. padalska divizija
- Korps Feldt

21. januar 1945
- 86. korpus
- 2. padalski korpus
- Korps Feldt

19. februar 1945
- 86. korpus
- 2. padalski korpus
- 47. tankovski korpus
- Korps Feldt
- 63. korpus
- Panzer-Lehr-Division

1. marec 1945
- 86. korpus
- 2. padalski korpus
- 47. tankovski korpus
- Korps Feldt
- 63. korpus
- 106. tankovska armada
- 15. tankovsko-grenadirska divizija
- 180. pehotna divizija

11. marec 1945
- 86. korpus
- 2. padalski korpus
- 63. korpus
- V.A.K.401

21. marec 1945
- 86. korpus
- 2. padalski korpus
- 63. korpus
- V.A.K.401
- 466. pehotna divizija

31. marec 1945
- 86. korpus
- 2. padalski korpus
- 47. tankovski korpus
- 63. korpus
- 190. pehotna divizija

2. april 1945
- 86. korpus
- 47. tankovski korpus
- 63. korpus

8. april 1945
- 86. korpus
- 2. padalski korpus

13. maj 1945
- 2. padalski korpus
- Korps Witthöft
- Korps Ems

## Poveljstvo
Poveljnik
- Generalpolkovnik Kurt Student (4. september 1944–1. november 1944)
- General padalcev Alfred Schlemm (1. november 1944–28. marec 1945)
- General pehote Günther Blumentritt (28. marec 1945–10. april 1945)
- Generalpolkovnik Kurt Student (10. april 1945 - 28. april 1945)
- General pehote Erich Straube (28. april 1945–8. maj 1945)